# Casape
Casape è un comune italiano di 617 abitanti della città metropolitana di Roma Capitale nel Lazio.

## Geografia fisica

### Territorio
Casape è un caratteristico borgo di origine medievale situato sul versante occidentale dei Monti Prenestini.

### Clima
- Classificazione climatica: zona E, 2189 GR/G

## Origini del nome
Sono state formulate molte ipotesi sull'origine del nome del paese, ma la più probabile e la più logica è: Casa dei Pio → Casapio → Casape, in onore dei Pio. Questa famiglia potente ebbe per più di 100 anni il possesso del castello. Oltre ciò i Pio furono benemeriti di Casape perché il cardinale Carlo Pio vi fece costruire case e strade. I Brancaccio, feudatari che a loro succedettero trovarono così il nome del paese già stabilito.

## Storia
Sul suo territorio si ergeva un tempo la villa di Gneo Domizio Corbulone, generale romano vissuto nel I secolo d.C. e parente dell'imperatore Nerone. Successivamente, presso i ruderi della villa sorse un piccolo centro agricolo che prese il nome di Casa Corbuli. L'identità di Casape come insediamento vero e proprio si definisce realmente soltanto in epoca medievale.
Casa Corbuli è ricordata nel 992 ed ancora nel 1051 a proposito della donazione della nobildonna Rosa a favore del convento di S. Andrea al Celio. Ancora nel secolo XIII appartiene al convento di S. Gregorio al Celio "Clivio Scauri".
Durante il 1300 Casa Corbuli è sotto il dominio dei Colonna, e nel 1320 rientra in possesso dei frati del Clivio Scauri.
Casa Corbuli appartiene al monastero sino al 1527, anno in cui fu venduto al nobile Vincenzo Leonini che, a sua volta, lo vendette ai Santa Croce. Venne poi comprato nel 1600 da Lotario Conti, duca di Poli.
Venduto ancora nella seconda metà del XVII secolo ai Barberini che ben presto lo cedettero ai Pio di Savoia.
Da allora Casa Corbuli fu chiamata Casa Ape. In alcuni documenti del 1656 diretti al Principe Luigi Pio di Savoia, redatti pochi mesi dopo l'acquisto da parte dei Pio di Savoia, il villaggio viene infatti chiamato "Casa Ape", con chiaro riferimento alle api nello stemma araldico dei Barberini.
Fu in quel tempo che una grave epidemia di peste devastò San Gregorio da Sassola risparmiando, miracolosamente Casa dei Pio. La popolazione attribuì questo fatto ad un'immagine della Madonna alla quale si disse che improvvisamente sgorgassero delle lacrime. L'immagine sacra era posta in una piazzetta in fondo al paese (dov'è attualmente venerata).
Nel 1708 tutta la zona fra Tivoli e Roma venne danneggiata durante la guerra di successione tra Francia e Spagna. Nel marzo del 1734 passarono saccheggiando la zona le truppe che combattevano nella guerra.
Nel 1763 la gravissima carestia in tutto il Lazio, non risparmiò Casa dei Pio e i paesi limitrofi. Il dominio dei Pio durò circa un secolo fino a quando si estinse il ramo maschile. In seguito ne divennero signori i Brancaccio.
Con il 1817 cessarono i diritti feudali e il paese elesse un podestà e si dotò di un sigillo.
È il paese natale di Giulio Andrea Marchesini, direttore di banda e compositore italiano.

### Simboli

Stemma comunale

Lo stemma venne approvato dal podestà Alderigo Milizia (1893–1977) e rappresenta in campo azzurro un olivo al naturale, sradicato e con i rami passati in doppia croce di Sant'Andrea; con il capo di rosso, a due rami di quercia e d'alloro, annodati da un nastro dai colori nazionali.
Il gonfalone è un drappo partito di rosso e di azzurro.

## Monumenti e luoghi d'interesse

### Architetture religiose
- Chiesa di San Michele Arcangelo

### Architetture militari
- Castello Baronale

### Architetture civili
- Villa Patrizia

## Società

### Evoluzione demografica
Abitanti censiti

### Etnie e minoranze straniere
Secondo i dati ISTAT al 31 dicembre 2015 la popolazione straniera residente era di 101 persone. Le nazionalità maggiormente rappresentate in base alla loro percentuale sul totale della popolazione residente erano:
- Romania 80 (13.58%)

### Tradizioni e folclore
Da vari secoli si tramanda la "Pasquella", canto di buon augurio che nella sera fra il 5 e il 6 gennaio i giovani usano cantare, percorrendo le vie del paese. Solenni processioni religiose in costume attraversano le strade di Casape in occasione:
- Della Rappresentazione della Passione di Cristo del Venerdì Santo;
- Della domenica di Pasqua;
- Del Corpus Domini, con relativa infiorata ripetuta nell'ottavario;
- Del 14 di agosto con solenne inchinata;
- Del 17 di agosto, festa di Maria Custodia nostra;
- Del 18 di agosto, festa di San Pietro.

### Rosario della Santa Croce
Il 3 maggio di ogni anno, da ormai diversi secoli, si svolge il tradizionale cammino religioso verso la chiesetta privata degli eredi di Borgia Fausto, dedicata a San Simeone, sita nella località omonima.

## Economia
Risultano insistere sul territorio del comune 8 attività industriali con 11 addetti pari al 3,53% della forza lavoro occupata, 10 attività di servizio con 19 addetti pari al 22,35% della forza lavoro occupata, altre 9 attività di servizio con 22 addetti pari al 25,88% della forza lavoro occupata e 4 attività amministrative con 41 addetti pari al 48,24% della forza lavoro occupata.

## Infrastrutture e trasporti

### Strade
- SP 53/a, che collega Casape a San Gregorio da Sassola e a Poli.

## Amministrazione

### Sindaci
| Periodo          | Periodo          | Primo cittadino       | Partito                       | Carica                    | Note |
| ---------------- | ---------------- | --------------------- | ----------------------------- | ------------------------- | ---- |
| 23 aprile 1995   | 12 febbraio 1997 | Ercole Segnalini      | centro                        | Sindaco                   |      |
| 12 febbraio 1997 | 27 aprile 1997   | Roberto Mecozzi       | -                             | Commissario Straordinario |      |
| 27 aprile 1997   | 28 maggio 2006   | Giuliano Colagrossi   | lista civica                  | Sindaco                   |      |
| 29 maggio 2006   | 15 maggio 2011   | Luigino Testi         | lista civica                  | Sindaco                   |      |
| 16 maggio 2011   | 5 giugno 2016    | Luigino Testi         | lista civica Torre e Corona   | Sindaco                   |      |
| 5 giugno 2016    | 3 ottobre 2021   | Luigino Testi         | lista civica Torre Merlata    | Sindaco                   |      |
| 4 ottobre 2021   | 23 novembre 2021 | Marco Mariani         | lista civica Amore per Casape | Sindaco                   |      |
| 23 novembre 2021 | in carica        | Maria Cristina Caruso | -                             | Commissario Straordinario |      |

### Altre informazioni amministrative
- Fa parte della Comunità montana dei Monti Sabini, Tiburtini, Cornicolani e Prenestini
- Consta di una località non godente dello status di frazione: Prata